# James Romen Boiragi

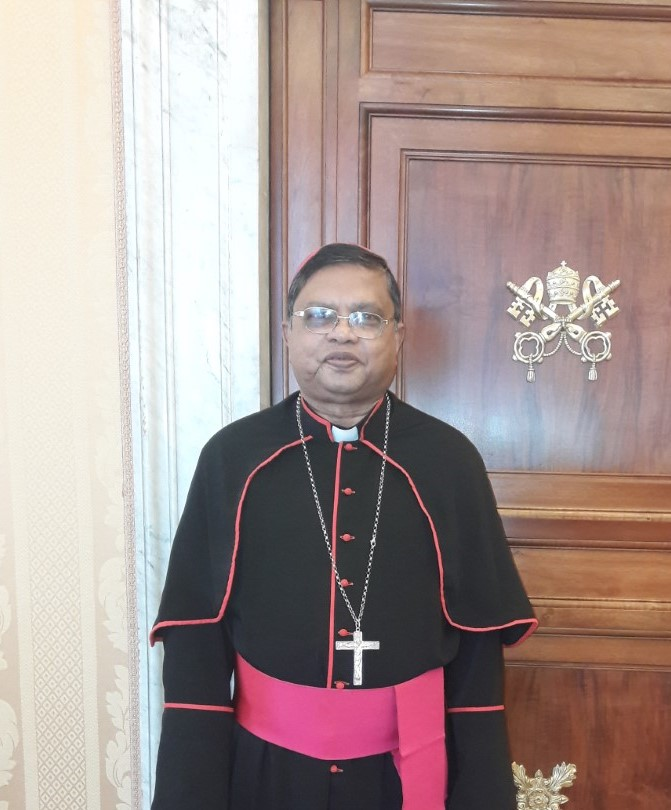
James Romen Boiragi, 2019

James Romen Boiragi (* 3. Mai 1955 in Holdibunia) ist Bischof von Khulna.

## Leben
James Romen Boiragi empfing am 13. Januar 1985 die Priesterweihe.
Papst Benedikt XVI. ernannte ihn am 4. Mai 2012 zum Bischof von Khulna. Der Erzbischof von Dhaka, Patrick D’Rozario CSC, spendete ihm am 15. Juni desselben Jahres die Bischofsweihe; Mitkonsekratoren waren Joseph Salvador Marino, Apostolischer Nuntius in Bangladesch, und Moses M. Costa CSC, Bischof von Chittagong.